# جو هیل (بازیکن بسکتبال)
جو هیل (انگلیسی: Jo Hill؛ زادهٔ ۱۹ ژوئن ۱۹۷۳) بازیکن زن بسکتبال اهل استرالیا است.
وی در مسابقات کشوری و بین‌المللی در مجموع برندهٔ ۱ مدال طلا، ۱ مدال نقره، ۱ مدال برنز شده‌است.